# Храбрая, Юлия Владимировна
Юлия Владимировна Храбрая (до 2025 года — Подскальная; род. 18 апреля 1989, Нерехта) — российская волейболистка, центральная блокирующая краснодарского «Динамо», игрок сборной России (2014), мастер спорта.

## Биография
Юлия Подскальная начинала заниматься волейболом в ДЮСШ города Нерехта у Надежды Александровны Мальцевой. По совету своего первого тренера ради спортивной карьеры в 12 лет переехала в Череповец, а через год в город металлургов перебрались её родители и младшая сестра. Большую роль в становлении спортсменки сыграла Татьяна Борисовна Мясникова, воспитанницей которой также является ровесница Юлии Подскальной Наталья Дианская. В сезоне-2003/04 Юлия начала выступления за «Северсталь» в высшей лиге «Б» чемпионата России.
В 2005 году вместе с Натальей Дианской была приглашена в юниорскую сборную России. В составе команды, за которую также выступали будущие игроки национальной сборной Екатерина Панкова, Виктория Русакова и Татьяна Кошелева, она завоевала серебряные медали чемпионата Европы в Таллине и чемпионата мира в Макао. В 2006—2007 годах Юлия Подскальная играла за молодёжную сборную, летом 2007 года — за вторую команду России на Кубке Бориса Ельцина и студенческую сборную на Универсиаде в Бангкоке.
Цвета «Северстали» Юлия Подскальная защищала до 2012 года, в последнем сезоне дебютировав с командой в Суперлиге. Затем выступала за «Омичку», с которой выиграла бронзу чемпионата России-2012/13. В мае 2013 года подписала контракт с краснодарским «Динамо», в наступившем сезоне стала одним из игроков основного состава кубанского коллектива, выиграла бронзу Кубка России, а по итогам чемпионата страны, в котором динамовки стали четвёртыми, вошла в пятёрку лидеров по количеству очков на блоке.
Спустя год после дебюта в сборной Натальи Дианской, Юлия Подскальная, в сезоне-2013/14 снова ставшая её одноклубницей, была вызвана Юрием Маричевым в главную команду страны. Первые матчи за неё она провела в рамках Кубка Бориса Ельцина, став серебряным призёром этого турнира, а 1 августа в Анкаре провела дебютный официальный матч за сборную на Гран-при, по итогам которого выиграла бронзовую медаль. Осенью 2014 года выступала на чемпионате мира в Италии.
В сезонах 2014/15 и 2016/17 годов Юлия Подскальная становилась обладательницей Кубка России и Кубка Европейской конфедерации волейбола в составе краснодарского и казанского «Динамо», а в 2015—2016 годах защищала цвета цюрихского «Волеро», с которым выиграла золотые медали Кубка и чемпионата Швейцарии. В сезоне-2017/18 вновь выступала за «Динамо» (Краснодар). 
Летом 2018 года пополнила ряды дебютанта Суперлиги — калининградского «Локомотива». В его составе выиграла чемпионат России-2020/21, а ранее дважды становилась серебряным призёром чемпионатов страны. В 2021 году вернулась в  краснодарское «Динамо», была выбрана капитаном команды. С января 2025 года выступает под фамилией Храбрая.

## Достижения

### В клубной карьере
- Чемпионка России (2020/21), серебряный (2016/17, 2018/19, 2019/20) и бронзовый (2012/13) призёр чемпионата России.
- Обладательница Кубка России (2014, 2016), бронзовый призёр (2013, 2019).
- Обладательница Суперкубка России (2019).
- Чемпионка и обладательница Кубка Швейцарии (2015/16).
- Обладательница Кубка Европейской конфедерации волейбола (2014/15, 2016/17).
- Финалистка клубного чемпионата мира (2015).

### В составе сборных
- Серебряный призёр чемпионата Европы среди девушек (2005).
- Серебряный призёр чемпионата мира среди девушек (2005).
- Бронзовый призёр Гран-при (2014).

## Семья
Младшая сестра Юлии Храброй (Подскальной) Алина (1998 г. р.) тоже является волейболисткой, играет в амплуа связующей.